# Cmentarz żydowski w Dobrzycy
Cmentarz żydowski w Dobrzycy – kirkut powstał prawdopodobnie w XIX wieku. Cmentarz posiadał ogrodzenie. Wchodziło się na niego przez bramę zakończoną gwiazdą Dawida. Nagrobki ułożone były rzędami wzdłuż alejek nekropolii. Dominowały napisy w języku hebrajskim. Nagrobki były zdobione tradycyjnymi wizerunkami symbolicznymi, m.in. gwiazdą Dawida, lwem – symbolem pokolenia Judy. Cmentarz przetrwał okres okupacji hitlerowskiej. Naziści rozebrali tylko mur. Dopiero po 1945 nagrobki miały posłużyć dobrzyczanom jako materiał budowlany.
Do dziś na terenie dawnego kirkutu zachowały się jedynie pojedyncze podstawy zniszczonych macew. Dawna nekropolia jest zaśmiecona i porośnięta gęstymi krzakami.
Ocalałe kamienie nagrobne, dedykowane kobiecie o imieniu Mindel (Mendel) córce Eliahu Abrahama, zmarłej w 1916 roku i mężczyźnie Beniaminowi Fraenkel’owi, zmarłemu 20 kwietnia 1879 roku, przechowywane są na terenie parku przy pałacu w Dobrzycy.